# (429) Lotis
(429) Lotis ist ein Asteroid des mittleren Hauptgürtels, der am 23. November 1897 vom französischen Astronomen Auguste Charlois am Observatoire de Nice bei einer Helligkeit von 12 mag entdeckt wurde.
Der Asteroid ist benannt nach Lotis, einer wunderschönen Nymphe und Tochter des Poseidon. Von Priapos verfolgt, floh sie vor seiner Lust und betete zu den Göttern um Hilfe. Sie wurde in einen Baum namens Lotos verwandelt.

## Wissenschaftliche Auswertung
Aus Ergebnissen der IRAS Minor Planet Survey (IMPS) wurden 1992 Angaben zu Durchmesser und Albedo für zahlreiche Asteroiden abgeleitet, darunter auch (429) Lotis, für die damals Werte von 69,6 km bzw. 0,04 erhalten wurden. Radarastronomische Untersuchungen am Arecibo-Observatorium vom 25. bis 30. September 2002 bei 2,38 GHz ergaben einen effektiven Durchmesser von 70 ± 10 km. Eine Auswertung von Beobachtungen durch das Projekt NEOWISE im nahen Infrarot führte 2011 zu vorläufigen Werten für den Durchmesser und die Albedo im sichtbaren Bereich von 70,0 km bzw. 0,04. Ein Vergleich von Daten, die von 1978 bis 2011 an der Sternwarte Ondřejov in Tschechien und am Table Mountain Observatory in Kalifornien gesammelt wurden, mit den Daten von NEOWISE ergab 2012 Werte für den Durchmesser und die Albedo von 69,9 km bzw. 0,04. Nachdem die Werte nach neuen Messungen mit NEOWISE 2012 auf 89,7 km bzw. 0,03 geändert worden waren, wurden sie 2014 auf 72,2 km bzw. 0,04 korrigiert. Nach der Reaktivierung von NEOWISE im Jahr 2013 und Registrierung neuer Daten wurden die Werte 2015 zunächst mit 80,3 km bzw. 0,04 angegeben und dann 2016 korrigiert zu 54,2 km bzw. 0,05, diese Angaben beinhalten aber alle hohe Unsicherheiten.
Eine spektroskopische Untersuchung von 820 Asteroiden zwischen November 1996 und September 2001 am La-Silla-Observatorium in Chile ergab für (429) Lotis eine taxonomische Klassifizierung als X- bzw. Xk-Typ.
Photometrische Messungen des Asteroiden fanden erstmals statt vom 23. Oktober bis 3. Dezember 1981 am Table Mountain Observatory in Kalifornien. Aus der während fünf Nächten aufgezeichneten Lichtkurve wurde eine Rotationsperiode von 13,577 h bestimmt.
Aus archivierten Daten des Asteroid Terrestrial-impact Last Alert System (ATLAS) aus dem Zeitraum 2015 bis 2018 konnte in einer Untersuchung von 2022 mit der Methode der konvexen Inversion eine Rotationsperiode von 13,582 h bestimmt werden.
In einer Untersuchung von 2025 konnte durch thermophysikalische Modellierung erstmals ein Gestaltmodell von (429) Lotis für zwei alternative Rotationsachsen, eine mit retrograder Rotation und eine nahezu in der Ebene der Ekliptik gelegen, sowie eine Periode von 13,58081 h berechnet werden. Für den effektiven Durchmesser wurde ein Wert von etwa 68 km und für die Albedo von 0,04 abgeleitet. Aus der Auswertung einer Sternbedeckung durch den Asteroiden vom 8. August 2010 konnte keine Rotationsachse sicher ausgeschlossen werden, der Durchmesser sollte demnach aber auch nicht viel größer oder kleiner als 60 km sein.